# Rhinolophus subrufus
Rhinolophus subrufus es una especie de murciélago de la familia Rhinolophidae.

## Distribución geográfica
Es endémica de Filipinas.